# 1925 en littérature
| Années de la littérature : 1922 - 1923 - 1924 - 1925 - 1926 - 1927 - 1928    |
| Décennies de la littérature : 1890 - 1900 - 1910 - 1920 - 1930 - 1940 - 1950 |

Cet article présente les faits marquants de l'année 1925 en littérature.

## Presse
- 26 février : Le quotidien l’Excelsior publie la première grille de mots croisés.

## Parutions

### Essais
- Alain (1868-1950) : Propos sur le bonheur
- Frantz Funck-Brentano (1862-1947), Les Origines, éd. Hachette. Histoire de France.
- Joseph Delteil (1894-1978) : Mes amours… (spirituelles).
- James Frazer (1854-1941) : Le Trésor légendaire de l'humanité. Feuilles détachées du "Rameau d'or" par lady Frazer, éd. Rieder.
- Sigmund Freud (1856-1939, autrichien) : Le Rêve et son interprétation, septembre.
- Adolf Hitler (1889-1945, allemand) : Mein Kampf, 18 juillet.
- Valery Larbaud (1881-1957) : Ce vice impuni, la lecture.

### Poésie
- Antonin Artaud (1896-1948) : L’Ombilic des limbes, août.

### Romans

#### Auteurs francophones
- André Beucler (1898-1985) : La Ville anonyme, 15 mai.
- Blaise Cendrars (1887-1961, franco-suisse) : L'Or, mars.
- André Chamson (1900-1983) : Roux le bandit.
- René Crevel (1900-1935) : Mon corps et moi.
- Maurice Dekobra (1885-1973) : La Madone des sleepings, mai. Roman cosmopolite.
- Joseph Delteil (1894-1978) : Jeanne d'Arc, juin. Prix Femina.
- Pierre Drieu la Rochelle (1893-1945) : L'Homme couvert de femmes.
- Pierre Frondaie (1884-1948) : L'Homme à l'Hispano, juin.
- Maurice Genevoix (1890-1980) : Raboliot. Prix Goncourt.
- André Gide (1869-1951) : Les Faux-monnayeurs.
- Jean de la Hire (1878-1956) : L'Amazone du mont Everest
- Pierre Jean Jouve (1887-1976) : Paulina 1880.
- Jean Marchand (1894-1988) : Cléomadès
- François Mauriac (1885-1970) : Le Désert de l’amour, février.
- Paul Morand (1888-1976) : L'Europe galante.
- Bernard Narbonne (1897-1951) : La Butte aux Cailles (roman)
- Marcel Proust (1871-1922) : Albertine disparue (posthume)
- Charles-Ferdinand Ramuz (1878-1947, suisse) : L'Amour du monde.
- Charles-Ferdinand Ramuz (1878-1947, suisse) : Joie dans le ciel.
- Philippe Soupault (1897-1990) : En Joue !…, 3 novembre.
- Philippe Soupault(1897-1990) : Voyage d'Horace Pirouelle.

#### Auteurs traduits
- Joseph Conrad (1857-1924, anglo-polonais) : Jeunesse.
- Joseph Conrad (1857-1924, anglo-polonais) : Au cœur des ténèbres.
- John Dos Passos (1896-1970, américain) : Manhattan Transfer.
- Francis Scott Fitzgerald (1896-1940, américain) : The Great Gatsby (Gatsby le Magnifique), 10 avril.
- Thomas Hardy (1840-1928, anglais) : Tess d'Urberville.
- Franz Kafka (1883-1924, tchèque) : Le Procès, 26 avril.
- Iouri Tynianov (1894-1943, russe) : Le Disgracié
- Virginia Woolf (1882-1941, anglaise) : Mrs Dalloway.
- Yoshiki Hayama, La prostituée, roman prolétarien.

## Théâtre
- Nordahl Grieg : Barabbas, drame.
- Romain Rolland (1866-1944) : Le Jeu de l'amour et de la mort.
- René Simon (1898-1971) fonde sa célèbre école de comédiens.

## Prix littéraires et récompenses
- Prix internationaux :
  - Prix Nobel de littérature : George Bernard Shaw, critique musical et dramatique, essayiste, scénariste et dramaturge irlandais.
- Belgique :
  - Création du prix littéraire Auguste Beernaert par l'Académie royale de langue et de littérature françaises de Belgique. Premiers lauréats : Franz Ansel, pour son recueil de poèmes Les Muses latines, et Gaston Heux pour son recueil de poèmes L'Initiation douloureuse.
  - Prix Ernest Bouvier-Parvillez : Charles Delchevalerie.
- France :
  - Grand prix du roman de l'Académie française : L'Enfant de la victoire de François Duhourcau.
  - Prix Femina : Jeanne d'arc de Joseph Delteil.
  - Prix Goncourt : Raboliot de Maurice Genevoix.
- États-Unis :
  - Prix Pulitzer catégorie « roman » : Edna Ferber pour So Big.

- Allemagne :
  - Prix Kleist : Carl Zuckmayer

## Principales naissances
- 11 janvier : Suzy Morel, écrivaine française († 2007).
- 25 mars : Flannery O'Connor, écrivaine américaine († 3 août 1964).
- 16 mai : Pierre Barbet, de son vrai nom Claude Avice, écrivain français († 20 juillet 1995).
- 9 juin : Keith Laumer, écrivain américain de science-fiction († 23 janvier 1993).
- 11 juin : William Styron, écrivain américain († 1er novembre 2006).
- 16 juin : Jean d'Ormesson, écrivain et journaliste français († 5 décembre 2017).
- 20 juillet : Narciso de Andrade, écrivain, poète et journaliste brésilien († 29 décembre 2007).
- 25 août : Thea Astley, romancière australienne († 17 août 2004).
- 28 août : Arcadi Strougatski, écrivain soviétique de science-fiction († 12 octobre 1991).
- 26 octobre : Vladimir Jeleznikov, auteur soviétique de littérature d'enfance et de jeunesse († 3 décembre 2015).
- 31 octobre : Roger Nimier, écrivain et journaliste français († 28 septembre 1962).

## Principaux décès
- 11 février : Aristide Bruant, chansonnier et écrivain français (° 6 mai 1851).
- 1er juin : Lucien Guitry, comédien français (° 13 décembre 1860).
- 6 juin : Pierre Louÿs, écrivain français (° 10 décembre 1870).
- 30 mai:  Arthur Moeller van den Bruck (° 23 avril 1876).